# Zigot

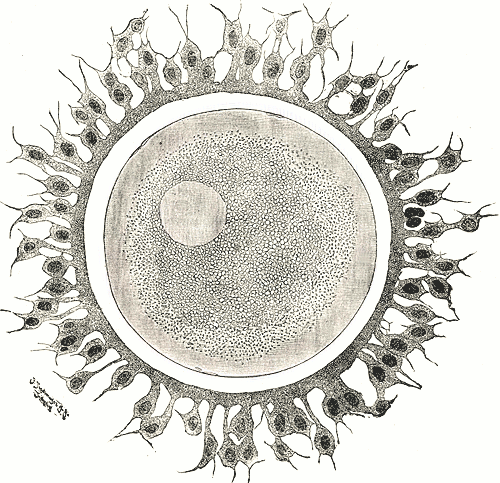
Zigot uman

Un zigot (din limba greacă: ζυγωτός zygōtos „legat”, de la ζυγοῦν zygoun „a lega”) este o celulă eucariotă formată prin fertilizarea dintre doi gameți, care sunt rezultați în urma procesului de meioză. 